# (7733) 1979 MH4
(7733) 1979 MH4 (1979 MH4, 1993 FK51, 1997 LK3) — астероїд головного поясу, відкритий 25 червня 1979 року.
Тіссеранів параметр щодо Юпітера — 3.524.